# Cuerda (alpinismo)

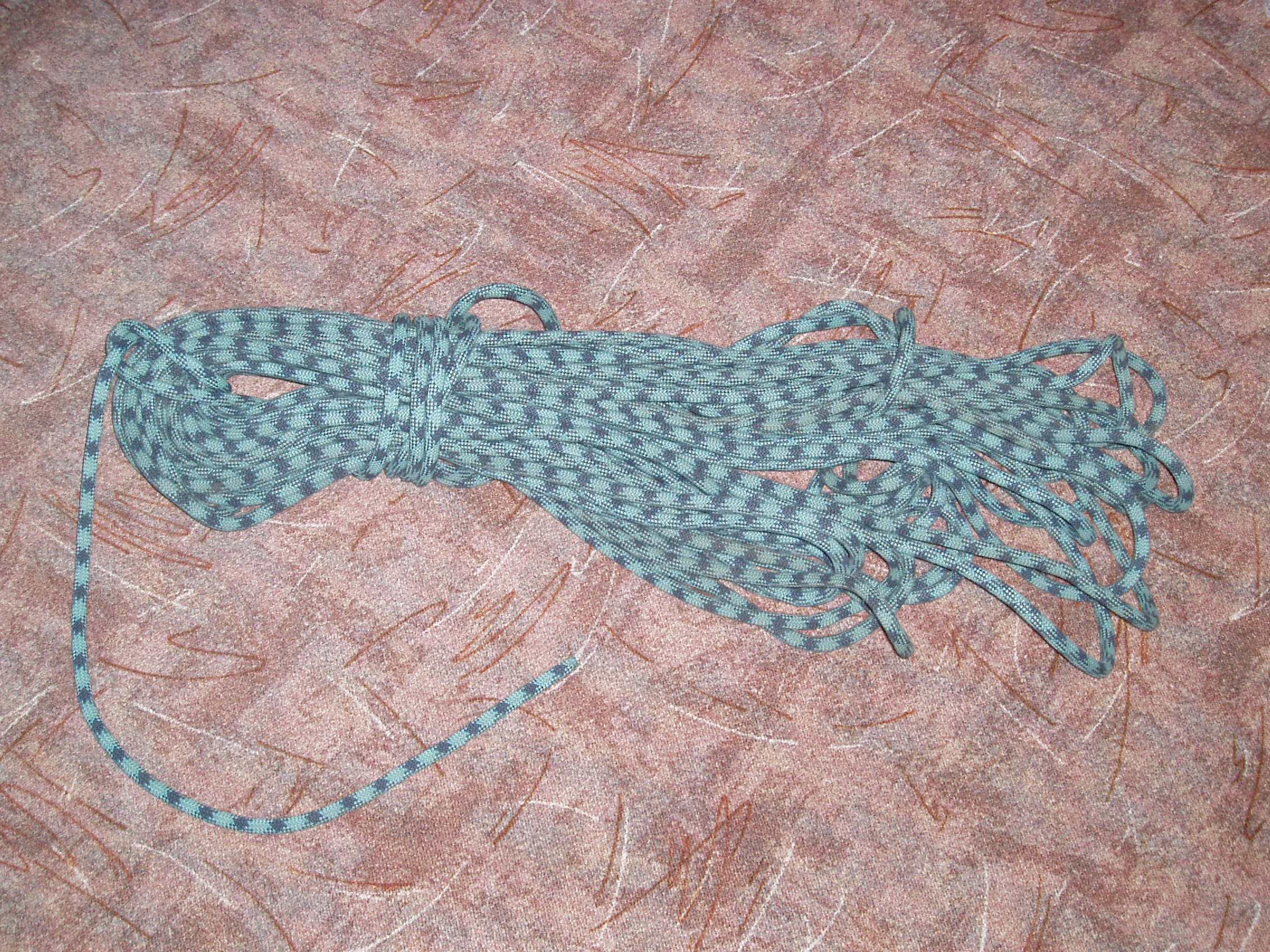
Cuerda de escalada.

Una cuerda utilizada en escalada (o cuerda Kernmantle) es un tipo de cuerda fabricada con una parte interior rodeada por una parte exterior tejida, que está diseñada para optimizar la resistencia, la durabilidad y la flexibilidad de la cuerda.

## Uso como cuerda de escalada

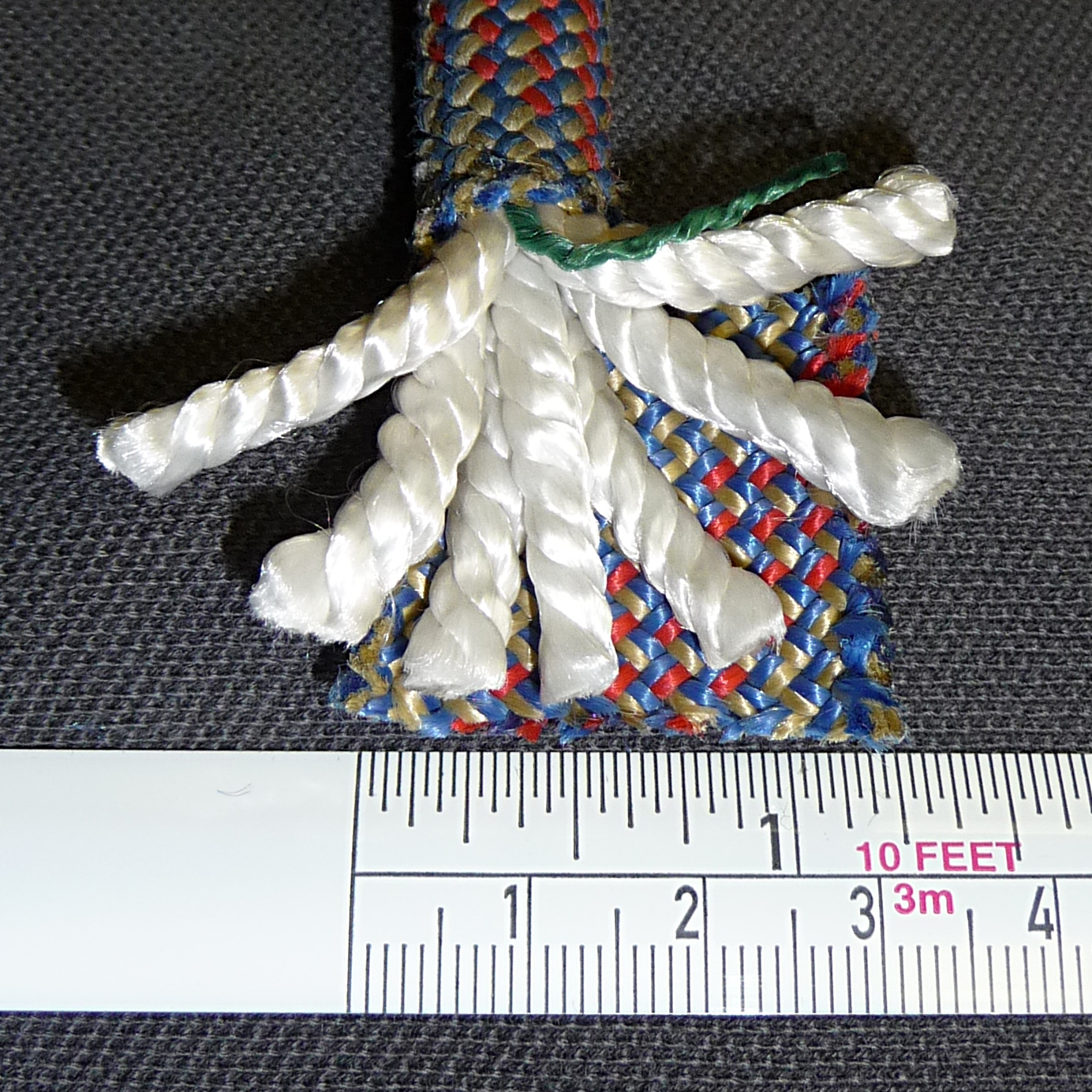
Estructura interna de una cuerda de escalada de 10,7 mm de diámetro de tipo dinámica.

Las cuerdas de nylon que eran utilizadas en los veleros como cabos fueron ensayadas y se las encontró útiles para la escalada y el reconocimiento de cavernas, y en la actualidad son el estándar. Aunque existen ocasionales innovaciones, el tipo de cuerda usada en la actualidad es similar en cuanto a su fabricación, resistencia y durabilidad sin importar la marca del fabricante. Este tipo de cuerda fue fabricado por primera vez por Edelrid, marca alemana dedicada a fabricar productos deportivos e industriales por más de 150 años. Luego hubo más fabricantes que comenzaron a producir su versión de cuerda Kernmantle como Pigeon Mountain Industries (PMI), que es popular entre los exploradores de cavernas, Mammut, Sterling, Beal, Edelweiss, Blue Water, Roca, y Maxim. Las cuerdas de escalada aún son utilizadas en los veleros y otros deportes. Sin embargo, los requerimientos técnicos por lo general no son tan rigurosos como en la escalada, dado que en estos usos las cuerdas no son críticas en cuanto a la seguridad. Las cuerdas de núcleo de menor diámetro por lo general se las denomina cuerdas auxiliares o cordinos; y a menudo se emplean para realizar nudos Prusik y lazos o asegurar accesorios, tales como bolsas de talco.
A veces se modifican algunas de las características claves (resistencia, durabilidad y flexibilidad) dependiendo de la finalidad en cuanto al uso de la cuerda, en cuyo caso suele afectar también algunas de las otras características. Por ejemplo, la cuerda utilizada en  espeleología por lo general está más expuesta a la abrasión que las cuerdas empleadas en otros usos recreativos, por lo que la cubierta exterior en este caso se teje en forma más apretada que en una cuerda usada en escalada o rápel. Sin embargo, no se puede evitar que la cuerda sea más rígida y se dificulte el atado de nudos. 

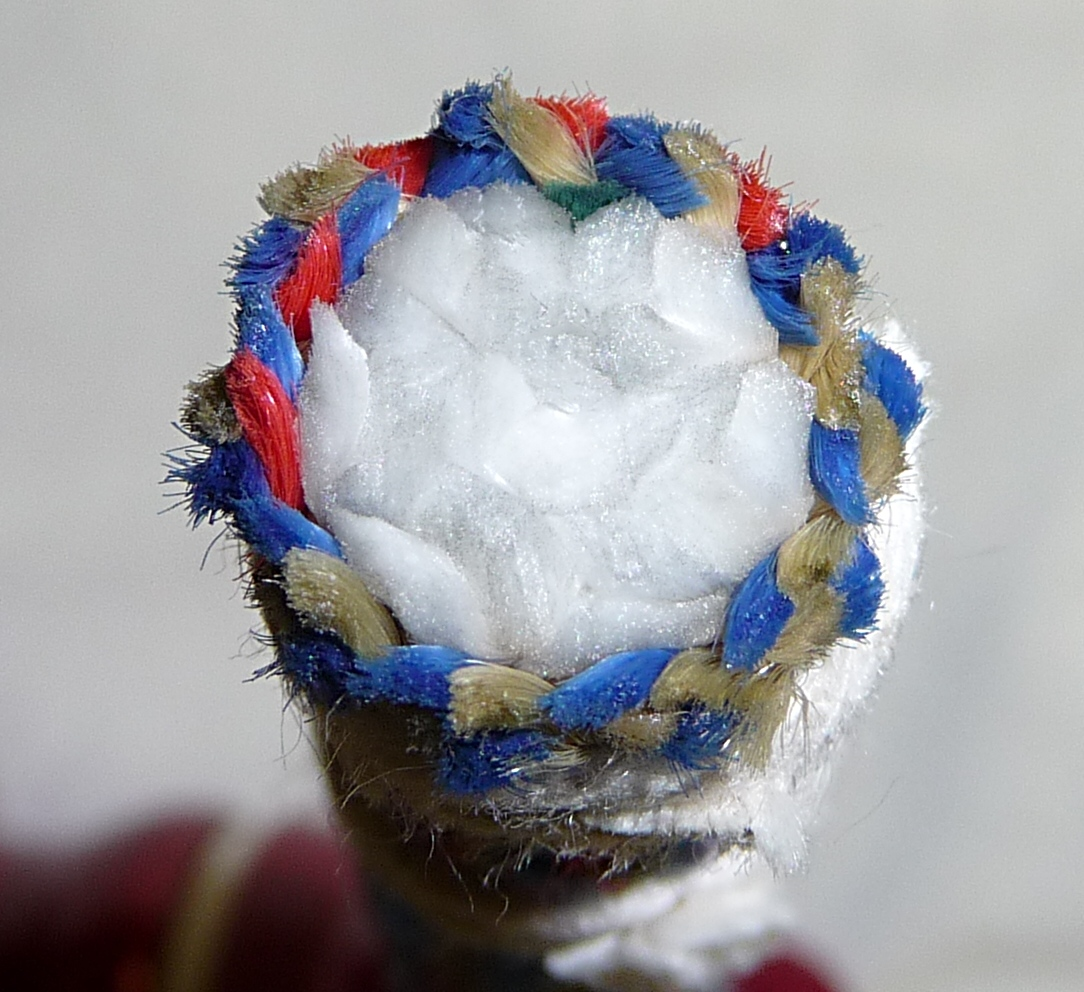
Corte transversal de una cuerda de escalada moderna.

Se puede utilizar la fabricación tipo Kernmantle tanto para cuerdas estáticas como dinámicas. Las cuerdas estáticas se diseñan para permitir muy poco estiramiento, lo cual es muy útil para izar, hacer rápel y otros usos. La cuerda dinámica en cambio se emplea para el aseguramiento de los escaladores y se diseña para estirarse bajo grandes cargas, de manera que pueda absorber la fuerza de choque que produce la caída de un escalador. Las cuerdas dinámicas fabricadas para escalada son ensayadas por la UIAA. Esta prueba se basa en atar un peso de 80 kg en el extremo de una cuerda. Este peso se deja caer luego desde una altura de 5m con una cuerda de 2.7m de largo, y la cuerda se pasa por una superficie redondeada que simula un mosquetón estándar. Este proceso se repite hasta que la cuerda se rompa. Es un malentendido muy frecuente pensar que el número de caídas de ensayo (según el ensayo de UIAA) es el número de caídas en condiciones reales que una cuerda puede aguantar antes de que se torne insegura. Las caídas del ensayo son de una severidad extrema y no sucede a menudo que una caída real produzca una fuerza de magnitud semejante, lo cual agrega un factor de seguridad a los escaladores que utilizan estas cuerdas.

## Cuidado de la cuerda

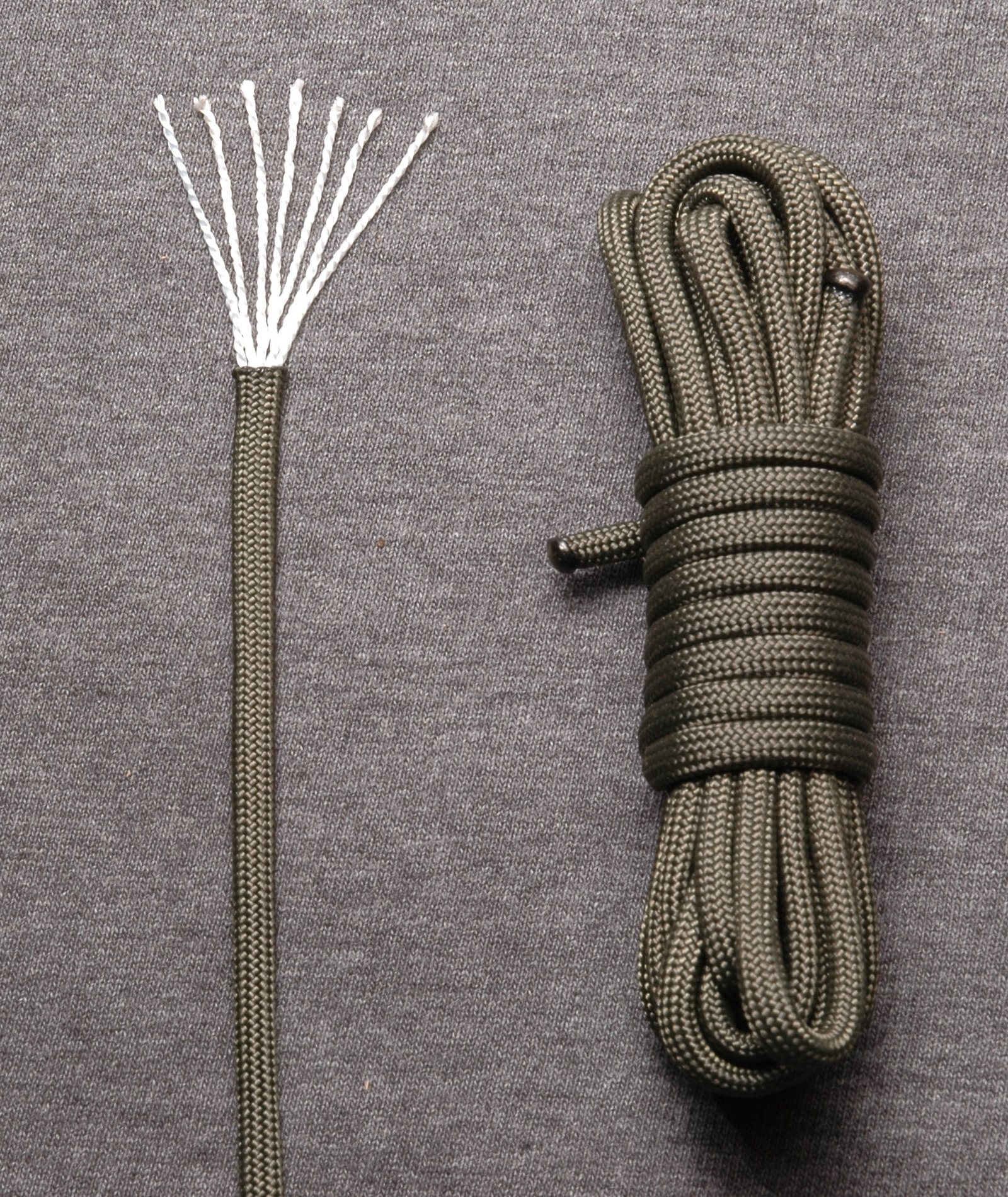
La cuerda de paracaídas es un tipo de cuerda liviana de nylon con núcleo. El núcleo de este tipo particular de ejemplo está formado por siete hebras de dos hilos retorcidos, el forro exterior está tejido con 32 hilos.

Las cuerdas de escalada deben ser inspeccionadas antes y después de cada uso para detectar posibles daños. Apelotonamientos que pueden indicar un posible daño al núcleo, son detectados por pelusas blancas que emergen del núcleo. Aquellas cuerdas que hayan sido sometidas a grandes esfuerzos tendrán secciones dañadas, donde se podrá observar el núcleo o palpar que el mismo es más delgado. Las cuerdas que han sido raspadas o cortadas por bordes filosos deben ser examinadas con detenimiento por un usuario experimentado que puede elegir cortar la cuerda en dicho punto, en vez de arriesgarse a que se corte en dicha sección.

## Especificaciones típicas
| cuerdas dinámicas | cuerdas dinámicas         | cuerdas dinámicas |
| Diámetro          | Fuerza típica de impacto* | Peso típico       |
| ----------------- | ------------------------- | ----------------- |
| 8.1mm             | 6 kN                      | 42g/m             |
| 9.8mm             | 8 kN                      | 63g/m             |
| 11mm              | 9 kN                      | 78g/m             |

*Las cuerdas dinámicas se encuentran certificadas para soportar un cierto número de caídas (por lo general 5-10) con una determinada fuerza al caerse.
| cuerdas estáticas | cuerdas estáticas       | cuerdas estáticas |
| Diámetro          | Fuerza típica de rotura | Peso típico       |
| ----------------- | ----------------------- | ----------------- |
| 9mm               | 21 kN                   | 51g/m             |
| 10mm              | 27 kN                   | 66g/m             |
| 10.5mm            | 30 kN                   | 69g/m             |
| 11mm              | 34 kN                   | 75g/m             |